# Siskiyou County
Siskiyou County er et amt beliggende i den nordligste del af den amerikanske delstat Californien, på grænsen til nabostaten Oregon. Hovedbyen i amtet er Yreka. I år 2010 havde amtet 44.900 indbyggere.

## Historie
Amtet blev grundlagt 22. marts 1852 med dele fra Shasta og Klamath County. Det blev opkaldt efter Siskiyou Mountains. I 1855 overdrog man noget af amtets areal til Modoc County i øst.

## Geografi
Ifølge United States Census Bureau er Siskiyous totale areal på 16.440, km², hvoraf de 180 km² er vand. 

### Grænsende amter
- Del Norte County - vest
- Humboldt County - sydvest
- Trinity County - syd
- Shasta County - syd
- Modoc County - øst
- Klamath County, Oregon - nord
- Jackson County, Oregon - nord
- Josephine County, Oregon - nordvest

### Byer i Siskiyou
| - Yreka - Dunsmuir - Montague - Mount Shasta - Tulelake - Weed - Dorris - Etna - Fort Jones |